# Riceville, Tennessee
Riceville är en så kallad census-designated place i McMinn County i Tennessee. Vid 2020 års folkräkning hade Riceville 688 invånare.